# Grupy Akcji Partyzanckiej
Grupy Akcji Partyzanckiej (wł. Gruppi di Azione Partigiana) także Grupy Czynu Patriotycznego (wł. Gruppi di Azione Patriottica), (GAP) – włoska organizacja terrorystyczna. 

## Historia
Powstały w 1969 roku. Ich założyciele twierdzili, że Włochy znajdują się w przededniu faszystowskiego zamachu stanu. Ruch odwoływał się do tradycji lewicowej partyzantki włoskiej z okresu II wojny światowej, której to niektórzy aktywiści GAP byli weterenami. Pomimo antyfaszystowskich założeń bojówkarze organizacji nie podjęli się żadnych akcji przeciwko skrajnej prawicy. Celem ataków  stały się natomiast korporacje. Ataki miały charakter zamachów bombowych. Twórcą i fundatorem formacji był milioner, wydawca prasowy i weteran ruchu oporu Giangiacomo Feltrinelli. Feltrinelli zakupił broń w Liechtensteinie i Czechosłowacji, które cechowały się bardziej liberalnym podejściem do broni aniżeli Włochy. Członkowie formacji działali w Trydencie, Mediolanie i Genui. Organizacja rozpadła się po śmierci Feltrinelliego w marcu 1972 roku. Feltrinelli zginął w eksplozji podczas wysadzenia słupu wysokiego napięcia niedaleko Mediolanu. Niektórzy z dotychczasowych członków Grupy Akcji Partyzanckiej zasili Czerwone Brygady.

## Ideologia
Były formacją lewicową i antyfaszystowską. Sam Feltrinelli był dawniej związany z Włoską Partią Komunistyczną, zerwał jednak z komunizmem po sowieckiej interwencji na Węgrzech i przybliżył się do anarchizmu.

## Relacje z innymi grupami terrorystycznymi
Przywódcy GAP usiłowali nawiązać sojusz z Czerwonymi Brygadami, planowane wspólne akcje nie doszły jednak do skutku. Grupy Akcji Partyzanckiej wiązał natomiast alians z niewielką Grupą 22 Października. 
Feltrinelli był jednym ze sponsorów zachodnioniemieckiej Frakcji Czerwonej Armii. Oprócz sponsorowania działalności zachodnioniemieckich terrorystów, Feltrinelli udostępniał im swoje mieszkanie w Mediolanie jako kryjówkę i uczestniczył z nimi w szkoleniu militarnym w obozie Organizacji Wyzwolenia Palestyny w Jordanii.